# اندیس سنگ تزئینی (هورنفلس) دره نقدی
سنگ تزئینی (هورنفلس) دره نقدی یک اندیس مصالح ساختمانی است که در حوالی شهر بروجرد استان لرستان قرار دارد و مادهٔ معدنی موجود در آن، سنگ تزئینی است.سنگ میزبان این اندیس گرانیت - گرانودیوریت است و دیرینگی آن به دوران پالئوسن می‌رسد.